# Фриц Бајерлајн
Фриц Хернман Михаел Бајерлајн (14. јануар 1899 — 30. јануар 1970) био је генерал-потпуковник немачког Вермахта. Почетком Другог светског рата обаваљо је разне дужности штабног официра а најзначанија му је била фелдмаршала Ервином Ромелом у Немачком афричком корпусу. Након тога је командовао 3. оклопном дивизијом, „оклопном Лер дивизијом” и 53. армијским корпусом. Бајерлајн је био носилац Витешког крста Гвозденог крста са храстовим лишћем и мачевима.
Бајерлајн је рођен у Вирцбургу, 14. јануара 1899. године. Током Првог светског рата се придружио пешадијском пуку и борио на Западном фронту. За рањавање на фронту је добио Гвоздени крст другог реда.
Након рата, Бајерлајн је кратко време припадник добровољачког батаљона, да би маја 1919. био премештен у 45. пук. Током 1921. године пролази обуку и 1922. године је унапређен у чин поручника. На војну академију бива послат 1938. године Након завршетка академије службује у штабу 3. оклопне дивизије, старајући се о залихама дивизије.

## Други светски рат
Начелник штаба 10. оклопне дивизије постаје 1939. године, где се налази током напада на Пољску и Француску.
У јуну 1941 године, током напада на Совјетски Савез, Бајерлајн је додељен Оклопном групом „Гудеријан“ — касније преименованом у Друга оклопна група, као официр у оперативном одељењу. Након битке за Кијев, Бајерлајн је премештен код генерал-мајора Ервина Ромела.
Августа 1942. године је пребачен у резерву, међу нераспоређене официре, а потом постављен на дужност начелника штаба Афричког корпуса. Почевши од марта 1942, Бајерлајн службује под командом генерал-мајора Валтера Нехринга.
Приликом рањавања генерала Нехринга у бици за Алам Халфу, Бајерлајн је био приморан да преузме команду над Афричким корпусом. Други пут је командовао Афричким корпусом када су 4. новембра 1942. године Британци заробили команданта корпуса генерал-мајора Вилхелма Јозефа Ритера фон Тому.
Марта 1943 године, након што је Ромел напустио Тунис, Бајерлајн обавља дужност официра за везу под новим командантом, Италијаном Ђованијем Месеом. У пракси, Бајерлајн је имао извесни степен аутономије, те се с времена на време није слагао са наређењима команданта – Италијана. Током овог периода Бајерлајн оболева од мишићног реуматизма и хепатитиса. Послат је у Италију на боловање пре него што су се немачке трупе у Тунису предале.
На Источни фронт по други пут одлази октобра 1943. године, као командант 3. оклопне дивизије. Дивизија је опкољена код Кировограда, а Бајерлајн на своју руку покушава пробој. Након овог кршења Хитлеровог наређења, Бајерлајн бива постављен на место команданта „оклопном Лер дивизијом”. Ова дивизија је формирана јануара 1944. године и до маја 1944. се обучавала на територији Мађарске, одакле одлази на Западни фронт. 7. јуна поседа положаје у Нормандији и трпи велике губитке од стране савезничке авијације — губи скоро сва транспортна средства. Борбе у пошумљеном делу Нормандије отежале су употребу тенкова са дугим цевима, а сам Бајерлајн је био познат по тврдњи да би ова дивизија имала више ефекта на територији Совјетског Савеза него у Нормандији. Током пробоја Савезника, Бајерлајн са штабом заштиту од бомбардовања тражи у шуми, а остатак дивизије августа 1944. повлачи се ка граду Конде сир Вир.
Било је одређених покушаја да се дивизија попуни пре Арденске офанзиве. Након Ардена, фебруара 1945. Бајерлајн преузима команду над 53. корпусом, а 15. априла наређује својим јединицама да се предају америчкој 7. оклопној дивизији.
Бајерлајн је одбио Хитлерво наређење да индустријализовани Рур претвори у „спаљену земљу“, јер је увидео да је рат за Рајх изгубљен. Предаја 53. корпуса је прва велика предаја немачких јединица, са око 30 000 војника. Ово је био окидач за предају других немачких формација.

## После рата
Бајерлајн је у заробљеништву био од априла 1945. године до априла 1947. Током тог времена, у друштву других заробљених генерала, Бајерлајн учествује у описивању историјских догађаја за потребе америчког војноисторијског одељења. Та сарадња са савезничким историчарима, као и предаја Савезницима, обезбедила му је велики број претњи од дојучерашњих колега.
Након изласка из заробљеништва, Бајерлајн пише о војним темама и наставља сарадњу са Американцима на пољу документовања историјских студија о Другом светском рату. Током шездесетих година је стручни сарадник на снимању филма „Топови са Наварона“.
Преминуо је у родном граду Вирцбургу 1970. године.